# 이집트 말기왕조
이집트 말기왕조는 고대 이집트의 역사에서 이집트 제3중간기가 끝난 이후부터 알렉산드로스 대왕에게 점령되기 전까지의 기간을 가리키는 표현이다.
아시리아의 도움으로 독립에 성공한 26왕조는 사이스를 중심으로 100여 년간 안정적인 통치를 한다. 그러나 아케메네스 제국의 캄비세스 2세의 침략으로 100여 년 넘게 점령당하게 된다.
그러나 기원전 5세기 말 이집트인들은 독립에 성공하였으며, 28왕조가 성립하였다. 그러나 28왕조의 설립자 아미르타이오스는 내전 끝에 살해당해 왕좌를 찬탈당했다. 이렇게 성립한 29왕조 역시 20년을 넘기지 못하고 30왕조에게 자리를 내준다.
30왕조는 40년 가까이 통치하였으나, 아케메네스 제국의 재침공으로 인해 멸망당하고 만다. 아케메네스 제국은 기원전 332년까지 다스렸으며, 그 이후에는 알렉산드로스 대왕이 이집트를 통치하게 된다.

## 26왕조
- 네카우 1세(기원전 665년 ~ 기원전 664년)
- 프삼티크 1세(기원전 664년 ~ 기원전 610년)
- 네카우 2세(기원전 610년 ~ 기원전 595년)
- 프삼티크 2세(기원전 595년 ~ 기원전 589년)
- 와히브레(기원전 589년 ~ 기원전 570년)
- 아흐모세 2세(기원전 570년 ~ 기원전 526년)
- 프삼티크 3세(기원전 526년 ~ 기원전 525년)

## 27왕조
아케메네스 제국의 1차 점령기이다.
- 캄비세스 2세(기원전 529년 ~ 기원전 522년)
- 다리우스 1세(기원전 521년 ~ 기원전 486년)
- 크세르크세스 1세(기원전 485년 ~ 기원전 465년)
- 아르타크세르크세스 1세(기원전 465년 ~ 기원전 424년)
- 다리우스 2세(기원전 423년 ~ 기원전 405년)
- 아르타크세르크세스 2세(기원전 405년 ~ 기원전 359년)

## 28왕조
26왕조의 후예 아미르타이오스가 반란을 일으켜 독립에 성공하였다. 그러나 네파아루드 1세에게 패하여 죽는다.

## 29왕조
- 네파아루드 1세(기원전 399년 ~ 기원전 393년)
- 프삼무테스(기원전 393년)
- 하코르(기원전 393년 ~ 기원전 380년)
- 네파아루드 2세(기원전 380년)

## 30왕조
- 넥타네보 1세(기원전 380년 ~ 기원전 362년)
- 테오스(기원전 362년 ~ 기원전 360년)
- 넥타네보 2세(기원전 360년 ~ 기원전 343년)

## 31왕조
- 아르타크세르크세스 3세(기원전 358년 ~ 기원전 338년)
- 아르타크세르크세스 4세(기원전 338년 ~ 기원전 336년)
- 다리우스 3세(기원전 336년 ~ 기원전 332년)